# Ян Остроруг (староста стенжицький)
Ян Остроруг гербу Наленч (пол. Jan Ostroróg; бл. 1545 — 1582) — державний діяч Речі Посполитої.

## Життєпис
Походив з польського магнатського роду Остророгів (Остроругів). Син Якуба Остророга, генерального старости великопольського, та Барбари Стадницької. Народився близько 1545 року. Спочатку здобув гарну домашню освіту, виховувався в лютеранському дусі. Потім навчався в Німеччині.
У 1574 році одружився з Анною Єльжбетою Свірч, удовою житомирського старости Костянтина Вишневецького. Того ж року обрано депутатом від Каліського воєводства на коронаційний сейм Генріха Валуа. Після втечі останнього до Франції підтримав кандидатуру трансильванського господаря Стефана Баторія.
1576 року Ян Остроруга призначено підчашим великим коронним. 1580 року отримав староство стенжинське. 1582 року раптово разом з дружиною помер, можливо внаслідок епідемії. Дітей не мав, тому усе майно успадкував небіж Сендзівуй Анджей Остроруг.